# Hiré
Hiré – miasto na południowym Wybrzeżu Kości Słoniowej, w regionie Lôh-Djiboua. Według danych na rok 2014 liczyło 31 960 mieszkańców.